# Штајнбах (Таунус)
Штајнбах (њем. Steinbach) град је у њемачкој савезној држави Хесен. Једно је од 13 општинских средишта округа Хохтаунус. Према процјени из 2010. у граду је живјело 9.898 становника. Посједује регионалну шифру (AGS) 6434010.

## Географски и демографски подаци
Штајнбах се налази у савезној држави Хесен у округу Хохтаунус. Град се налази на надморској висини од 150–200 m. Површина општине износи 4,4 km². У самом граду је, према процјени из 2010. године, живјело 9.898 становника. Просјечна густина становништва износи 2.250 становника/km².

## Међународна сарадња
| Мјесто       | Држава    | Врста сарадње | Од    |
| ------------ | --------- | ------------- | ----- |
| Пејнакер     | Холандија | партнерство   | 1973. |
| Сент Авертен | Француска | партнерство   | 1980. |
| Извор        |           |               |       |